# Ulica Strzelecka w Warszawie
Ulica Strzelecka – ulica w dzielnicy Praga-Północ w Warszawie.

## Historia
Jedna z najstarszych ulic Pragi; jej historia sięga 1792 roku. Pierwotnie znajdowała się w rejonie obecnej ulicy Ratuszowej. W czasie wytyczania Nowej Pragi została przesunięta na wschód.

## Ważniejsze obiekty
- Dom nr 8 – pierwotny adres ul. Środkowa 13[3]; budynek wzniesiony w końcu lat 30., w latach 1944–1945 siedziba główna NKWD w Polsce, następnie Wojewódzkiego Urzędu Bezpieczeństwa Publicznego[3]
- Dom Ksawerego Konopackiego
- Dawna siedziba Fabryki Kas Pancernych Stalobetonowych „Stanisław Zwierzchowski i Synowie”
- Stacja metra Szwedzka